# Ircinia
Ircinia é um gênero de esponja marinha da família Irciniidae.

## Espécies
- Ircinia akaroa Cook & Bergquist, 1999
- Ircinia anomala (Dendy, 1905)
- Ircinia arbuscula (Hyatt, 1877)
- Ircinia aruensis (Hentschel, 1912)
- Ircinia arundinacea Carter, 1880
- Ircinia atrovirens (Keller, 1889)
- Ircinia aucklandensis Cook & Bergquist, 1999
- Ircinia cactiformis Rao, 1941
- Ircinia cactus (Lendenfeld, 1889)
- Ircinia caliculata (Lendenfeld, 1888)
- Ircinia campana (Lamarck, 1814)
- Ircinia chevreuxi (Topsent, 1894)
- Ircinia clathrata Carter, 1881
- Ircinia clavata Thiele, 1905
- Ircinia collectrix (Poléjaeff, 1884)
- Ircinia condensa (Topsent, 1894)
- Ircinia conulosa (Ridley, 1884)
- Ircinia cuspidata Wilson, 1902
- Ircinia cylindracea Vacelet, Vasseur & Lévi, 1976
- Ircinia dendroides (Schmidt, 1862)
- Ircinia dendroides (Polejaeff, 1884)
- Ircinia dickinsoni (de Laubenfels, 1936)
- Ircinia digitata (Topsent, 1894)
- Ircinia echinata (Keller, 1889)
- Ircinia ectofibrosa (George & Wilson, 1919)
- Ircinia favosa (Lieberkühn, 1859)
- Ircinia felix (Duchassaing & Michelotti, 1864)
- Ircinia filamentosa (Lamarck, 1814)
- Ircinia fistulosa Cook & Bergquist, 1999
- Ircinia flagelliformis (Carter, 1886)
- Ircinia friabilis (Polejaeff, 1884)
- Ircinia fusca (Carter, 1880)
- Ircinia hummelincki van Soest, 1978
- Ircinia intertexta (Hyatt, 1877)
- Ircinia irregularis (Poléjaeff, 1884)
- Ircinia lendenfeldi de Laubenfels, 1948
- Ircinia marginalis (Duchassaing & Michelotti, 1864)
- Ircinia microconulosa Pulitzer-Finali, 1982
- Ircinia mutans Wilson, 1925
- Ircinia novaezealandiae Bergquist, 1961
- Ircinia oligoceras (Poléjaeff, 1884)
- Ircinia oros (Schmidt, 1864)
- Ircinia pauciarenaria Boury-Esnault, 1973
- Ircinia paucifilamentosa Vacelet, 1961
- Ircinia paupera (Thiele, 1905)
- Ircinia pellita Rao, 1941
- Ircinia pilosa Pulitzer-Finali, 1982
- Ircinia pinna Hentschel, 1912
- Ircinia procumbens (Polejaeff, 1884)
- Ircinia ramodigitata Burton, 1934
- Ircinia ramosa (Keller, 1889)
- Ircinia rectilinea (Lamarck, 1813)
- Ircinia rectilinea (Hyatt, 1877)
- Ircinia reteplana (Topsent, 1923)
- Ircinia retidermata Pulitzer-Finali & Pronzato, 1981
- Ircinia rubra (Lendenfeld, 1889)
- Ircinia schulzei Dendy, 1905
- Ircinia selaginea (Lamarck, 1814)
- Ircinia solida (Esper, 1794)
- Ircinia solida (Carter, 1885)
- Ircinia spiculosa Hentschel, 1912
- Ircinia stipitata (Topsent, 1894)
- Ircinia strobilina (Lamarck, 1816)
- Ircinia subaspera Cook & Bergquist, 1999
- Ircinia tintinnabula (Duchassaing & Michelotti, 1864)
- Ircinia tristis (Duchassaing & Michelotti, 1864)
- Ircinia truncata (Topsent, 1894)
- Ircinia tuberosa Dendy, 1905
- Ircinia turrita Cook & Bergquist, 1999
- Ircinia undulans Cook & Bergquist, 1999
- Ircinia vallata Dendy, 1887
- Ircinia variabilis (Schmidt, 1862)
- Ircinia verrucosa (Ferrer-Hernandez, 1914)
- Ircinia vestibulata Szymanski, 1904
- Ircinia wistarii Wilkinson, 1978